# Promozione Toscana 1972-1973
Nella stagione 1972-1973 la Promozione era il quinto livello del calcio italiano (il massimo livello regionale). Qui vi sono le statistiche relative al campionato in Toscana.
Il campionato è strutturato in vari gironi all'italiana su base regionale, gestiti dai Comitati Regionali di competenza. Promozioni alla categoria superiore e retrocessioni in quella inferiore non erano sempre omogenee; erano quantificate all'inizio del campionato dal Comitato Regionale secondo le direttive stabilite dalla Lega Nazionale Dilettanti, ma flessibili, in relazione al numero delle società retrocesse dal Campionato Interregionale e perciò, a seconda delle varie situazioni regionali, la fine del campionato poteva avere degli spareggi sia di promozione che di retrocessione.

## Squadre partecipanti
| Squadra                  | Città                            |
| ------------------------ | -------------------------------- |
| A.C. Aglianese           | Agliana (PT)                     |
| U.S. Antella             | Bagno a Ripoli (FI)              |
| S.P. Audax               | Rufina (FI)                      |
| A.S. Castellina          | Castellina in Chianti (FI)       |
| U.S. Castelnuovo         | Castelnuovo di Garfagnana (LU)   |
| A.S. Cuoiopelli          | Santa Croce sull'Arno (PI)       |
| Forcoli                  | Forcoli (PI)                     |
| U.S. Forte dei Marmi     | Forte dei Marmi (LU)             |
| U.S. Lanciotto Ballerini | Campi Bisenzio (FI)              |
| U.S. Piombino            | Piombino (LI)                    |
| U.S. Pontassieve         | Pontassieve (FI)                 |
| A.C. Quarrata            | Quarrata (PT)                    |
| U.S. Querceta            | Seravezza (LU)                   |
| U.S. Sancascianese       | San Casciano in Val di Pesa (FI) |
| Unione Valdinievole      | Monsummano Terme (PT)            |
| A.C. Volterrana          | Volterra (PI)                    |

## Classifica finale
|  | Pos. | Squadra             | Pt  | G   | V   | N   | P   | GF  | GS  | DR  |
|  | ---- | ------------------- | --- | --- | --- | --- | --- | --- | --- | --- |
|  | 1.   | Union Valdinievole  | 45  | 30  | 16  | 13  | 1   | 45  | 18  | +27 |
|  | 2.   | Forte dei Marmi     | 41  | 30  | 14  | 13  | 3   | 47  | 25  | +22 |
|  | 3.   | Pontassieve         | 37  | 30  | 15  | 7   | 8   | 38  | 27  | +11 |
|  | 4.   | Quarrata            | 32  | 30  | 11  | 10  | 9   | 20  | 20  | 0   |
|  | 5.   | Castellina          | 31  | 30  | 11  | 9   | 10  | 35  | 28  | +7  |
|  | 5.   | Querceta            | 31  | 30  | 10  | 11  | 9   | 20  | 18  | +2  |
|  | 5.   | Piombino            | 31  | 30  | 9   | 13  | 8   | 25  | 32  | -7  |
|  | 8.   | Audax               | 30  | 30  | 9   | 12  | 9   | 32  | 32  | 0   |
|  | 8.   | Cuoiopelli          | 30  | 30  | 10  | 10  | 10  | 20  | 23  | -3  |
|  | 10.  | Volterrana          | 28  | 30  | 10  | 8   | 12  | 27  | 27  | 0   |
|  | 10.  | Antella             | 28  | 30  | 6   | 16  | 8   | 22  | 23  | -1  |
|  | 10.  | Lanciotto Ballerini | 28  | 30  | 10  | 8   | 12  | 28  | 32  | -4  |
|  | 10.  | Aglianese           | 28  | 30  | 6   | 16  | 8   | 25  | 31  | -6  |
|  | 14.  | 'Forcoli            | 25  | 30  | 5   | 15  | 10  | 27  | 35  | -8  |
|  | 15.  | Castelnuovo         | 19  | 30  | 4   | 11  | 15  | 30  | 47  | -17 |
|  | 16.  | Sancascianese       | 16  | 30  | 4   | 8   | 18  | 19  | 42  | -23 |
|  |      |                     | 480 | 480 | 150 | 180 | 150 | 460 | 460 | 0   |